# Miguel Colodrero de Villalobos
Miguel Colodrero de Villalobos (Baena, bautizado el 24 de mayo de 1608 - después de 1672), poeta español del Culteranismo.

## Biografía
Se discute si nació en 1608 o en 1611 y estudió en Granada derecho canónico y en Córdoba, donde se hizo un furibundo seguidor de Luis de Góngora, con el cual entabló gran amistad. Cuando tenía 21 años de edad publicó su primer volumen de versos, Varias rimas (Córdoba, 1629). Fue administrador del Duque de Sessa, el famoso protector de Lope de Vega, en sus estados de Cataluña y Aragón; el duque se halló por un tiempo desterrado en Baena por el rey a causa de una calaverada amorosa, por la cual perseguía a una dama casada que pretendía otro noble, entre septiembre de 1627 y noviembre de 1628, y es posible que se conocieran entonces. El caso es que no menos de diecisiete poetas importantes alabaron el libro, entre ellos Lope, José de Valdivielso, Juan Pérez de Montalbán, Pedro Soto de Rojas, Juan de Aguilar... 
En su estilo culterano incorporó nuevos cultismos a la lengua poética, como singultizar, imaginoso, arundinoso, etcétera, que no trascendieron. El crítico Julio Cejador y Frauca dijo de él que era "un gongorino de tomo y lomo, bueno para leerse como muestra. Escribió algunas fábulas mitológicas burlescas como Mentira pura de Baco y Erígone, y otras más serias como Teseo y Ariadna e Hipómenes y Atalanta. También alabó las Soledades de su maestro Góngora:
Estas aquellas suspensión del suelo
cultas heroicamente Soledades,
donde en altas profundas variedades
siente imitada su armonía el cielo.
Destacan sus sonetos a la fugacidad de las rosas y sus epigramas. Su última obra parece ser una contribución a Célebres fiestas..., etc., un certamen poético en alabanza de Santa Teresa de Jesús celebrado del 14 al 23 de octubre de 1672, en casa de Francisco Aldana Tirado, lo que demostraría que aún estaba vivo por esas fechas.

## Obras
- Golosinas del ingenio, Zaragoza, 1642.
- El Alpheo, y otros assuntos, en verso, exemplares algunos. Barcelona: en casa Sebastian, y Jayme Mateuad..., 1639.
- Varias rimas de don Miguel Colodrero de Villalobos Córdoba: por Salvador de Cea Tesa, 1629
- Diuinos versos o Carmenes sagrados, Zaragoça: por los herederos de Pedro Lanaja, y Lamarca, 1656.